# Żelazno (Nidzica)
Żelazno (deutsch Seelesen) ist ein kleines Dorf in der polnischen Woiwodschaft Ermland-Masuren. Es gehört zur Gmina Nidzica (Stadt- und Landgemeinde Neidenburg) im Powiat Nidzicki (Kreis Neidenburg).

## Geographische Lage
Żelazno liegt nordöstlich vom Seelesener See (polnisch Jezioro Borówko) im Südwesten der Woiwodschaft Ermland-Masuren. Bis zur früheren Kreisstadt Osterode (Ostpreußen) (polnisch Ostróda) sind es 38 Kilometer in nordwestlicher Richtung. Die heutige Kreismetropole Nidzica (Neidenburg) ist 13 Kilometer in südöstlicher Richtung entfernt.

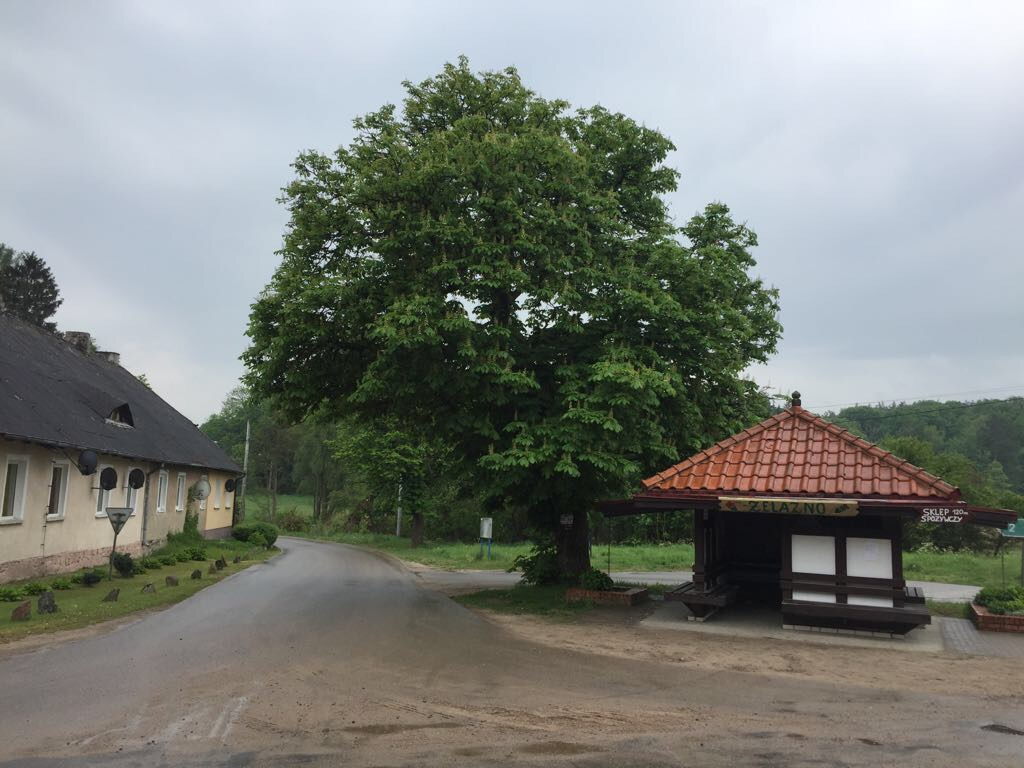
Ortszentrum von Żelazno

## Geschichte
1352 ist das Gründungsjahr von Selesny (nach 1410 Selaßen, nach 1785 Adlig Seelesen, vor 1871 Wegfall der Zusatzbezeichnung), einem später aus einem Gut und mehreren Gehöften bestehenden kleinen Dorf. 1874 wurde Gutsbezirk und die Landgemeinde Seelesen in den neu errichteten Amtsbezirk Wittmansdorf (polnisch Witramowo) im Kreis Osterode in Ostpreußen eingegliedert. Am 8. Oktober 1901 wurde die Landgemeinde Seelesen in den Gutsbezirk Seelesen integriert. Im Jahre 1910 zählte Seelesen 290 Einwohner.
Aufgrund der Bestimmungen des Versailler Vertrags stimmte die Bevölkerung in den Volksabstimmungen in Ost- und Westpreußen am 11. Juli 1920 über die weitere staatliche Zugehörigkeit zu Ostpreußen (und damit zu Deutschland) oder den Anschluss an Polen ab. In Seelesen stimmten 200 Einwohner für den Verbleib bei Ostpreußen, auf Polen entfielen keine Stimmen.
Seelesen gab am 30. September 1929 seine Eigenständigkeit auf und schloss sich zusammen mit dem Gutsbezirk Bujaken zur neuen Landgemeinde Bujaken zusammen.
Innerhalb des gesamten südlichen Ostpreußen wurde Seelesen 1945 in Kriegsfolge an Polen überstellt. Das kleine Dorf erhielt die polnische Namensform „Żelazno“ und ist heute mit dem Sitz eines Schulzenamts (polnisch Sołectwo) eine Osada (= Siedlung) im Verbund er Gmina Nidzica (Stadt- und Landgemeinde Neidenburg) im Powiat Nidzicki (Kreis Neidenburg), bis 1998 der Woiwodschaft Olsztyn, seither der Woiwodschaft Ermland-Masuren zugehörig.

## Kirche

### Kirchengebäude
Bei der Kirche in Żelazno handelt es sich um einen 1880 errichteten Feldsteinbau. Die Innenausstattung ist schlicht. Die Glocken befinden sich in einem speziellen Glockengestellt.
Bis 1945 war die Kirche ein evangelisches Gotteshaus. Heute ist sie eine – dem St. Andreas gewidmete – römisch-katholische Kirche. Die Innenausstattung wurde den veränderten liturgischen Bräuchen angepasst.

### Kirchengemeinde
Die Gründung der Kirche in Seelesen erfolgte in vorreformatorischer Zeit. Mit der Reformation wurde sie evangelisch.

#### Evangelisch

##### Kirchengeschichte
Die Kirchengemeinde Seelesen war im Laufe ihrer Geschichte mit den Nachbargemeinden eng verbunden, so dass auch die Prediger unterschiedlichen Pfarrämtern wie Kurken (polnisch Kurki), (Groß) Gardienen (Gardyny) und Waplitz (Waplewo) entstammten. Nach 1784 wurde Waplitz seinerseits dem Pfarramt Seelesen zugeteilt. Als „Vereinigte Kirchengemeinden“ blieben beide jeweils selbständig, doch „teilten“ sie sich dann den Pfarrer, dessen Amtssitz Seelesen war.
Zum Pfarrsprengel Seelesen-Waplitz gehörten im Jahre 1925 insgesamt 2.410 Gemeindeglieder, von den 760 zum Kirchspiel Seelesen und 1.650 zum Kirchspiel Waplitz gehörten. In der Kirchengemeinde war vor 1920 der Rittergutsbesitzer zugleich der Kirchenpatron.
Bis 1945 war die Kirche Seelesen Teil des Superintendenturbezirks Hohenstein (Olsztynek) des Kirchenkreises Osterode (Ostróda) innerhalb der Kirchenprovinz Ostpreußen der Kirche der Altpreußischen Union. Flucht und Vertreibung der einheimischen Bevölkerung setzten der evangelischen Gemeinde in dem nach 1945 „Żelazno“ genannten Dorf ein Ende. Heute hier wieder lebende evangelische Kirchenglieder orientieren sich zu den Kirchengemeinden in Olsztynek bzw. Nidzica, beider der Diözese Masuren der Evangelisch-Augsburgischen Kirche in Polen zugehörig.

##### Kirchspielorte
Zum Kirchspiel Seelesen gehörten bis 1945 neben dem Pfarrort die Orte:
- Bolleinen (Bolejny)
- Dresnau
- Groß Maransen (Maróz)
- Johannenthal (Dolina)

##### Pfarrer
Vor 1867 taten in Seelesen Nachbarpfarrer Dienst. Danach waren in Seelesen (auch: Waplitz) tätig:
- Carl Leopold Vigoroux, 1867–1875
- Oskar Adolf Hugo Hensel, 1875–1876
- Otto Koschorrek, 1884–1888
- Otto Walter H. Schnetka, 1889–1897
- Paul Hermann Rudolf Link, 1897–1907
- Eugen Waldemar Gayk, 1913–1925
- Reinhold Thulke, 1925–1929
- Alfred Böttcher, 1931
- Elman Schröder, 1933–1934
- Manfred Wilde von Wildemann, 1935–1942
- Karl Heinz Ziegler, 1943–1944

#### Römisch-katholisch
Vor 1945 lebten in der Region Seelesen nur wenige Katholiken. Sie gehörten zur Pfarrei in Thurau (polnisch Turowo) im Dekanat Pomesanien (Sitz: Osterode (Ostróda)) im Bistum Ermland.
In Kriegsfolge siedelten sich nach 1945 in Żelazno zahlreiche polnische Neubürger an. Sie waren fast ausnahmslos römisch-katholischer Konfession und reklamierten das bisher evangelische Gotteshaus für sich. Schließlich wurde es übereignet, und hier formierte sich eine Kirchengemeinde, die das Gotteshaus dem Hl. Andreas widmete. Es ist heute Filialkirche der Pfarrei Łyna (Lahna) im Dekanat Nidzica im Erzbistum Ermland.

## Verkehr
Żelazno liegt an einer Nebenstraße, die bei Waplewo von der Schnellstraße 7 (auch: Europastraße 77) abzweigt und über Bolejny (Bolleinen) nach Łyna (Allendorf) führt. Die nächste Bahnstation ist Bujaki (Bujaken) an der Bahnstrecke Działdowo–Olsztyn (deutsch Soldau–Allenstein).